# Luigi Borghi (compositore)
Luigi Borghi (1745 – Londra, 1806) è stato un compositore e violinista italiano.

## Biografia
Nato forse a Bologna nel 1745, Borghi ha avuto come maestro Gaetano Pugnani che, pare, abbia seguito in vari paesi europei. Intorno al 1772 si stabilì a Londra, dove fu attivo come violinista d'orchestra: diresse nel 1784 i secondi violini in occasione della Handel Commemoration, i Professional Concert dal 1785 al 1792 e suonò in diversi quartetti e orchestre da camera. Compose balletti per l'Opera Italiana di Londra. Negli anni '91 sposò la prima donna Anna Casentini.
Massone, fu tra i fondatori della loggia di Londra The Nine Muses.

## Stile
I suoi lavori, tra i quali spiccano i concerti per violino, furono composti in stile galante.

## Lavori
- Op. 1: 6 soli per violino e basso continuo (1772)
- Op. 2: 6 concerti per violino (1775)
- Op. 3: 6 divertimenti per 2 violini (1777)
- Op. 4: 6 soli per violino e basso continuo (1783)
- 6 trii per 2 violini e basso continuo (1785 ca.)
- Op. 5: 6 duetti per violino e violoncello/viola (1786)
- Op. 6: 6 duetti ouverture in 4 parti (1787)
- Op. 7: 12 divertimenti per 1-3 voci e clavicembalo/fortepiano (1790)
- Op. 10: 3 duetti per 2 violini (1790 ca.)
- Op. 11: 64 cadenze e soli per violino (1790 ca.)
- 6 duetti per 2 violini (1800 ca.)
- Pezzi in 6 divertimenti per 2 violini e basso continuo (1772)
- Vari balletti, tra i quali:
  - Il ratto delle Sabine (balletto, 1782, Londra)
  - Le tuteur trompé (balletto, 1783, Londra)
- Varie canzoni